# ノヴォロシースク市電
ノヴォロシースク市電（ロシア語: Новороссийский трамвай）は、現在のロシア連邦の都市であるノヴォロシースクに存在した路面電車。ソビエト連邦時代に建設されたが、1969年に廃止された。

## 概要
交易の拠点として栄える港湾・工業都市のノヴォロシースクでは、20世紀初頭以降の都市開発や産業の発展の中で、東西に広がる市内の往来手段が大きな課題となっていた。1910年代には従来の徒歩に代わる交通機関として定期船が就航したが、低速である事に加え気象条件に左右されやすいという欠点から、高速かつ安定性に長けた鉄道を求める動きが高まっていった。だが、ロシア革命により計画は遅れ、市内を東西に結ぶ路面電車が営業運転を開始したのはソビエト連邦（ソ連）成立後の1934年5月31日となった。開通当初に導入されたのは2軸車のKh形（電動車、6両）とM形（付随車、3両）だった。
開通後は予算不足で一部の路線が単線で開通する事態も起きたもののノヴォロシースク市電は路線規模の拡大を続け、1939年時点の年間利用客数は500万人以上を記録した。翌1940年には2系統・総延長11.7 kmの路線網が築かれ、年間利用者数も750万人以上に達し、双方ともノヴォロシースク市電の歴史における最大の数値となったが、同年に開通した新線（全長3.6 km）と従来の路線は接続されていない独立した路線となり、廃止時まで双方が接続する事はなかった。
第二次世界大戦（大祖国戦争）の中でドイツ軍の占領や解放のための戦闘によりノヴォロシースク市内は大きな被害を受け、路面電車も一部区間は復旧されることなく廃止された。一方、残された区間については解放後の1943年から復旧作業が始まり、1946年から営業運転が再開された。車両についても荒廃した車両の復旧工事に加え、クラスノダールからの譲渡も実施された。1950年代には車両の更新が行われ、新造車両のKTM-1（電動車）やKTP-1（付随車）に加えてレニングラード市電からの譲渡車両も多数導入され、老朽化したKh形やM形が置き換えられた。また同年代には一部区間の延伸工事も行われ、1961年時点での総延長は9.125 kmとなっていた。他にも分断されていた2つの系統を繋ぐ路線など更なる延伸も検討されていたが、こちらは実現することはなかった。
1960年代に入ると路線バスの発達によって営業距離が短く低速な路面電車は不採算事業となり、1960年時点での損失が35,500ルーブルであったものが1962年には48,600ルーブルに膨れ上がった。また、路線内に存在する急曲線が影響して大型のボギー車の導入ができず、抜本的な近代化も難しい状況であった。その結果、路線網をトロリーバス（ノヴォロシースク・トロリーバス）へ置き換える事が決定し、1969年8月24日に全路線の運行が停止した。その後、同年10月31日に行われたロシア・ソビエト連邦社会主義共和国閣僚会議で路面電車閉鎖に関する法令が採択され、翌1970年1月12日にノヴォロシースク市の執行委員会により廃止が正式に決定した。
ソビエト連邦の崩壊後、2012年にノヴォロシースクの路面電車網を復活する動きが起き、トルコの専門家チームと共に立案が行われたが、採算の面で問題があった事から計画のみに終わっている。